# 蒲田本町
蒲田本町（日语：／ Kamata-honchō */?）是東京都大田區的町名。現行行政地名為蒲田本町一丁目與蒲田本町二丁目。人口6,153人（2013年8月1日）。

## 地理
位於大田區東南部。北至環八通，接蒲田。東至第一京濱，接南蒲田。南鄰仲六鄉。西至JR東海道本線，接新蒲田、西六鄉。
南北向的京急本線穿越町內，幹道沿線可見大樓，其他以住宅地為主。

## 歷史
1965年（昭和40年），本蒲田五丁目、仲蒲田四丁目大部分；東蒲田四丁目一部分合併為蒲田本町。

### 地名由來
此地為古時蒲田村、蒲田新宿村的中心地區，因而命名為「本町」。

## 施設

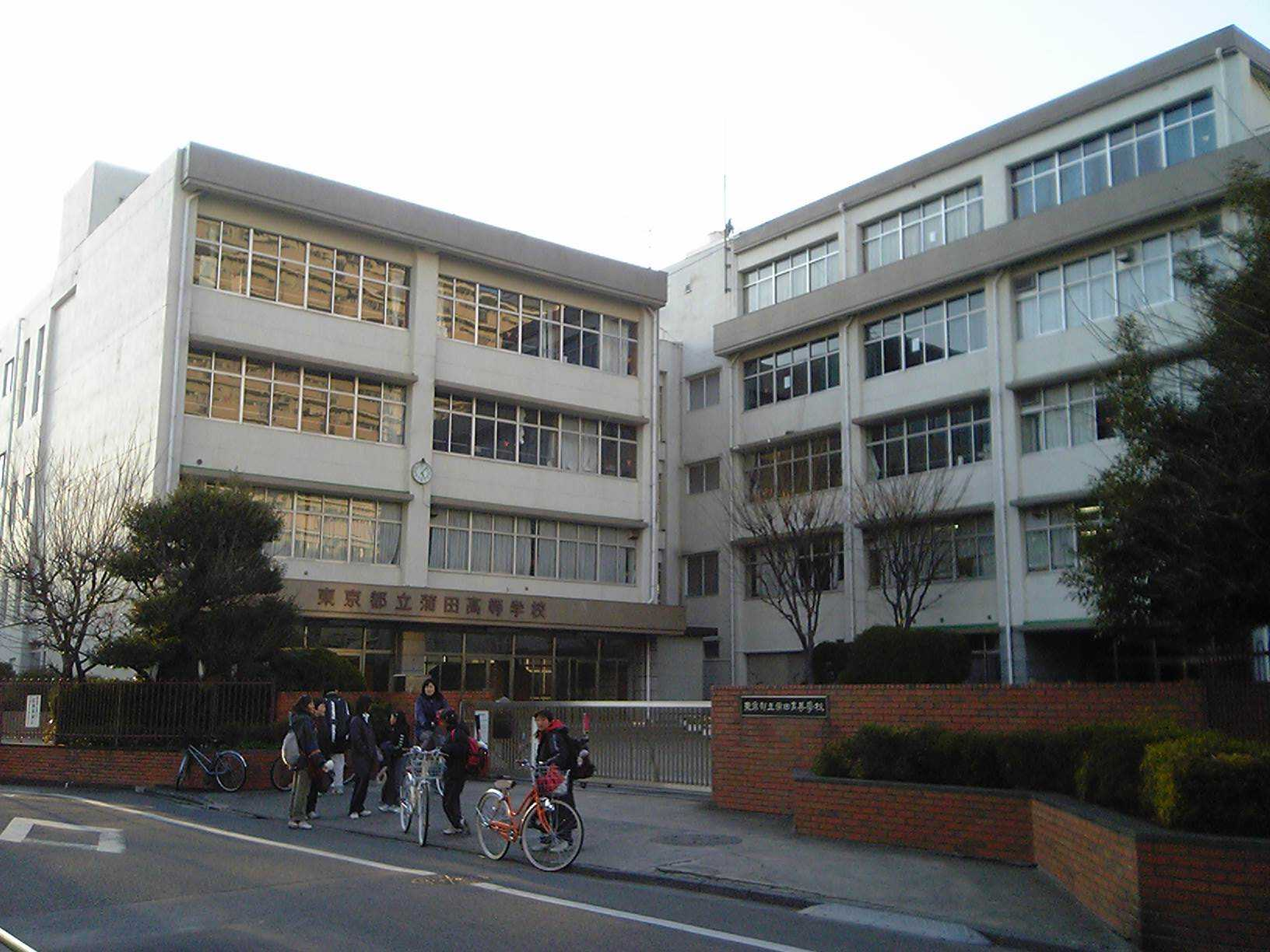
東京都立蒲田高等學校

- 蒲田警察署
- 蒲田郵便局
- 蒲田税務署
- 蒲田消防署
- 東京都立蒲田高等學校
- 大田區立新宿小學校
- 大田區立本蒲田一丁目公園

## 交通
町內沒有鐵路車站，可利用西北方的蒲田站、東北方的京急本線京急蒲田站。此外，還可利用附近的巴士路線。

## 備註
1. ↑  .   [2013-08-23]. （原始内容存档于2014-02-18）.